# Csíkdelne
Csíkdelne (románul: Delnița) falu Romániában, Hargita megyében. Közigazgatásilag Csíkpálfalvához tartozik.

## Fekvése
Csíkszeredától 8 km-re északkeletre, a Borzsova és a Delne patakok völgyében fekszik.

## Nevének eredete
Neve a szláv dolina (= völgy) főnévből ered. (A román delniță birtokot, földecskét jelent.)

## Története
Nevét 1333-ban a pápai tizedjegyzék említette először Delna Dilna néven. Már ekkor templomos hely volt, székely lakossággal.
1495-ben említette egy oklevél Abram de Delne és Vicentius de Delne a széki tisztség képviselői közt az Olt vizén lévő malmok ügyében folyt perben.
1608-ban Brassóban adott ki rendeletet Báthory Gábor fejedelem Csík-, Gyergyó-, Kászonszék főtisztjeinek: özvegy Pekry Lőrincné Lázár Erzsébet Delnén levő földjeinek visszaadásáról.
1910-ben 699 magyar lakosa volt, ebből 698 római katolikus volt.
A trianoni békeszerződésig Csík vármegye Szépvízi járásához tartozott.

## Látnivalók
- Római katolikus temploma 15. századi.
- Határában a falutól 1 km-re nyugatra magányosan áll az elpusztult Tordafalva falu Árpád-kori eredetű Szent János temploma. Az egykori falu lakói alapították a mai Csíkpálfalvát. A templomot Mátyás korában gótikus stílusban bővítették, korabeli freskói és 1675-ben készült szárnyasoltára van. 103 fakazettából álló mennyezete magyaros díszítőelemeket tartalmaz. Déli falának freskóit 1934-ben tárták fel.

## Híres emberek
- Itt született 1824-ben Benkő Kálmán író, színész.
- Itt született 1929-ben Bálint Lajos, a Gyulafehérvári főegyházmegye első érseke. 2010-ben ide is temették el.
- Itt született 1941-ben Szekernyés Kurkó Irén újságíró, szerkesztő, helytörténész, diákszínpad-vezető.

## További információk

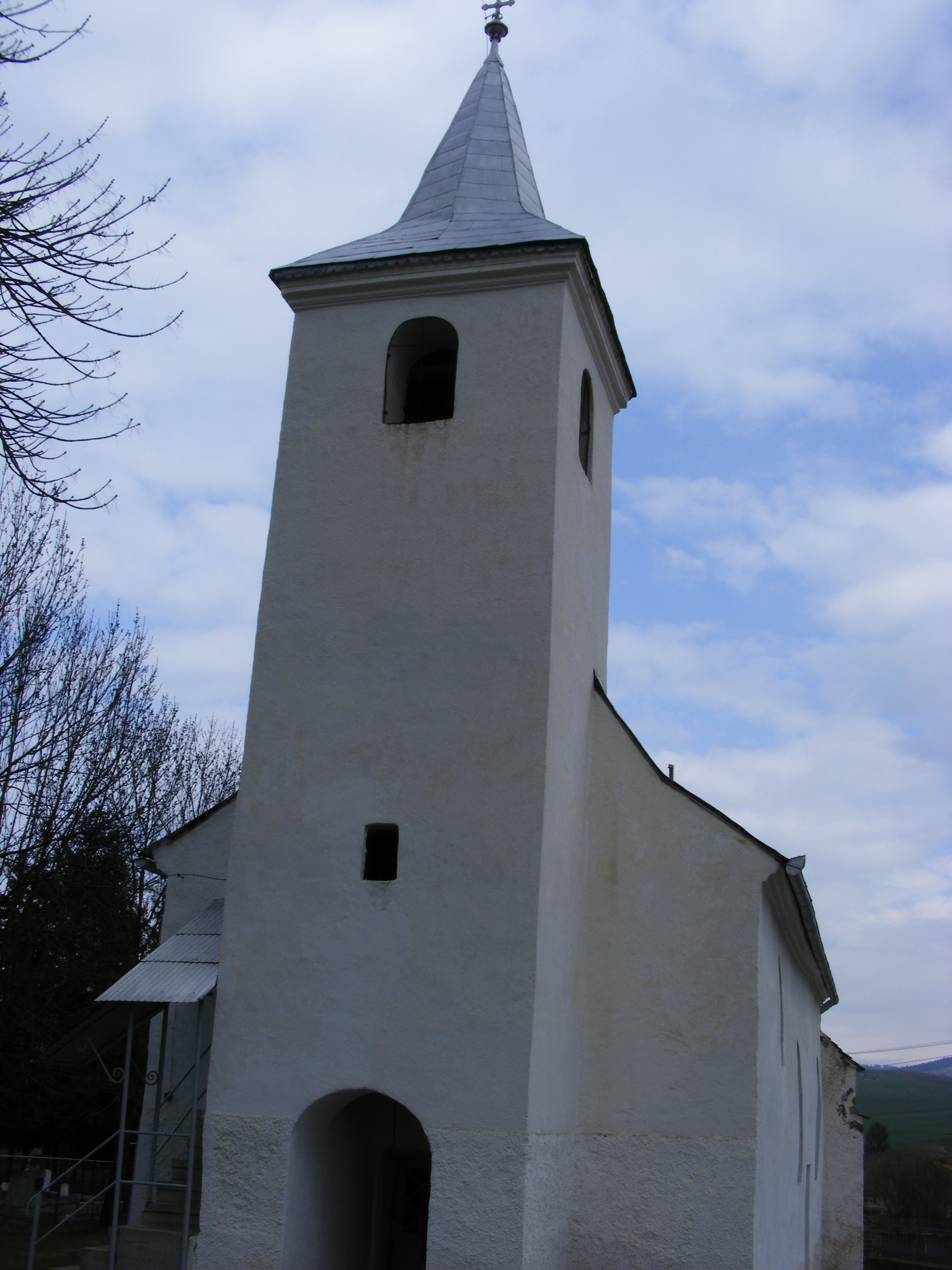
Templom Csíkdelnén
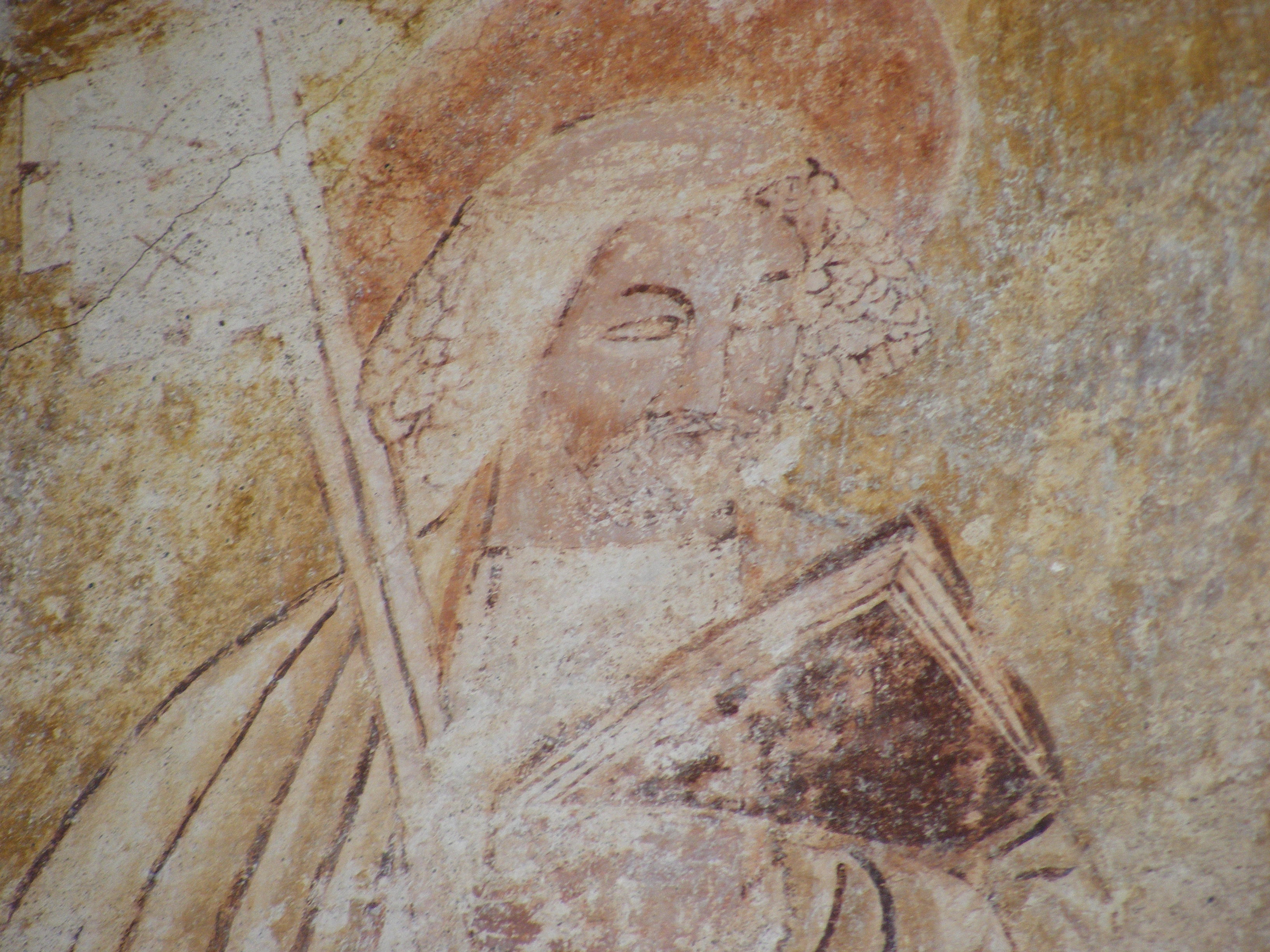
Freskó az Árpád-kori templomon
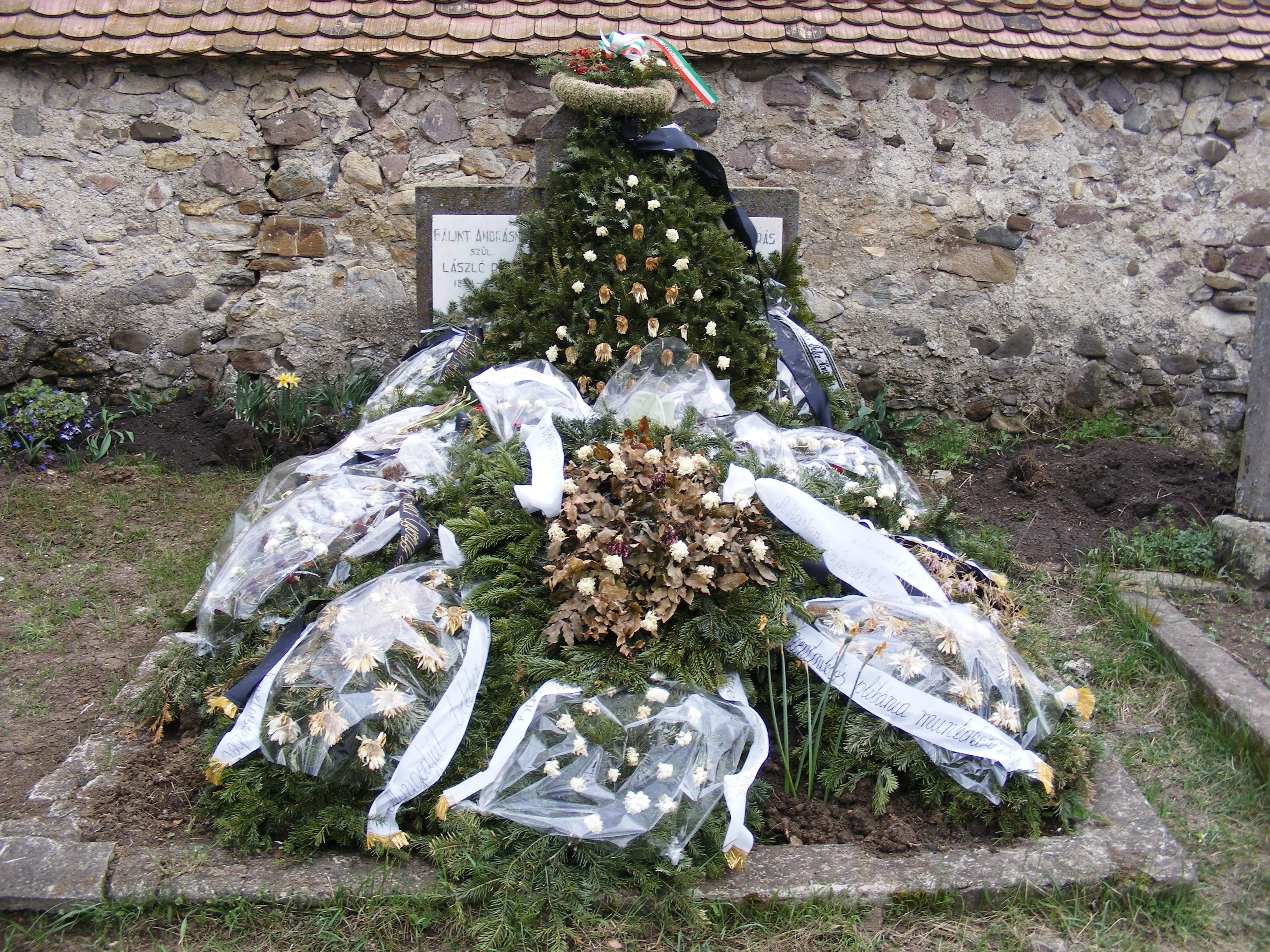
Bálint Lajos érsek sírja a templom udvarán